# 柳比米夫卡 (海尼切斯克區)
柳比米夫卡（烏克蘭語：Любимівка），是烏克蘭南部赫爾松州海尼切斯克區伊万尼夫卡市镇内的村落。始建於1913年，面積35.7平方公里，海拔高度35米，2001年人口880，人口密度每平方公里24.6人。